# Harry B. Hawes
Harry B. Hawes (Covington, 1869. november 15. – Washington, 1947. július 31.) az Amerikai Egyesült Államok szenátora (Missouri, 1926–1933).